# フリッツ・サンダー

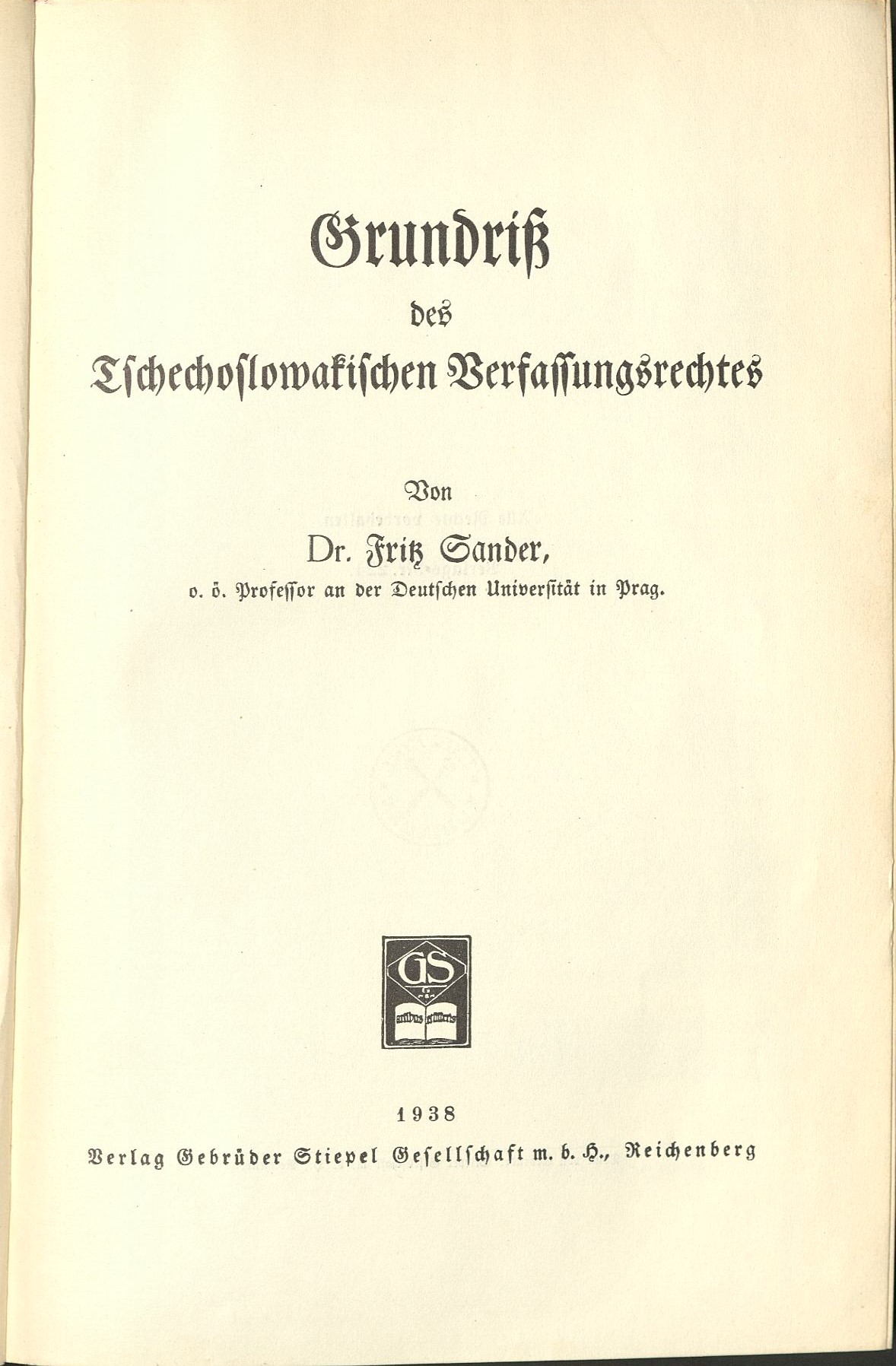
チェコスロバキア憲法　1938年

フリッツ・サンダー（Fritz Sander、1889年6月8日 - 1939年10月3日）は、オーストリア・チェコスロバキアの法律家、社会学者、著述家。純粋法学の支持者。

## 生涯
フリッツ・サンダーはフリードリヒ・サンダーとして商人エドゥアルト・サンダーの息子としてウィーンのハイリゲンシュタットで生まれる。
最初はブルノにある学校に通い、その後1907年から1911年までウィーン大学で学ぶ。1912年に博士号を取得し、ウィーン経済大学憲法、行政理論、統計の教授。1920年にウィーン大学でハンス・ケルゼンのもと一般政治理論と法哲学を学び、チェコ工科大学の教員。1926年正教授。1931年にプラハ・カレル大学一般政治理論、チェコスロバキア憲法、行政理論、チェコスロバキア行政法の正教授。また1933年から1934年まで州科学に関する州試験委員会の会長を務めた。1938年のズデーテン危機の際、彼はチェコスロバキア政府とズデーテン・ドイツ人党の間の仲介に名乗り出る。
ナチス・ドイツによるチェコスロバキア解体の際、サンダーはチェコスロバキア政府とズデーテン・ドイツ人党との間の仲介を希望していた。サンダーは政治理論や政治・法哲学に関する著作を次々と発表し、社会学派の法学派の創始者としての地位を確立しようとした。しかし、彼はケルゼンの解釈でケルゼンが自分のアイデアを盗用したとして、1920年代に激しい議論が起こり、1930年まで解決されなかった。
サンダーは、「プラハのチェコスロバキア共和国のためのドイツ科学芸術協会」および国際法社会哲学協会の会員であった。1939年3月、ドイツによるチェコスロバキア解体とボヘミアとモラヴィアの帝国保護領（ベーメン・メーレン保護領）の設立が行われたとき、サンダーは自分がアーリア人出身でないことを理解させられた。1939年に亡くなっている事が確認されたが、今でも死因は分かっていない。

## 著作（抜粋）

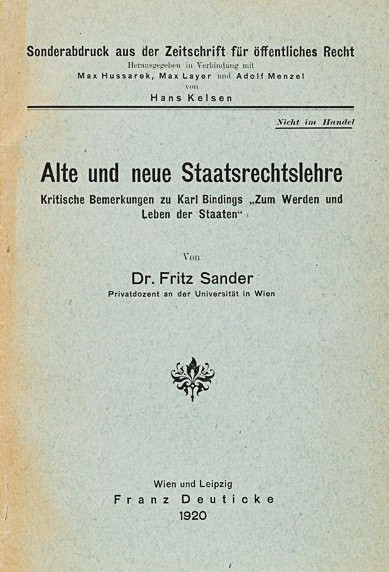
新旧憲法論　1920年

- Rechtsdogmatik oder Theorie der Rechtserfahrung? Kritische Studien zur Rechtslehre Hans Kelsens, in: Zeitschrift für öffentliches Recht, 2, 1921
- Staat und Recht: Prolegomena zu einer Theorie der Rechtserfahrung. Wien: F. Deuticke, 1922
- Kelsens Rechtslehre. Kampfschrift wider die normative Jurisprudenz. Tübingen: Mohr, 1923
- Die Bedrohung der Deutschen Hochschulen in der Tschechoslowakischen Republik. Reichenberg: Kraus, 1926
- Allgemeine Gesellschaftslehre. Jena: G. Fischer, 1930
- Vorschläge für eine Revision der Verfassungsurkunde der Tschechoslowakischen Republik. Reichenberg: Kraus, 1933
- Das Problem der Demokratie. Brünn: Rohrer, 1934
- Verfassungsurkunde und Verfassungszustand der Tschechoslowakischen Republik. Brünn: Rohrer, 1935
- Die politische Gesetzgebung der Tschechoslowakischen Republik in den Jahren 1932-1934. Reichenberg: Stiepel, 1935
- Allgemeine Staatslehre: eine Grundlegung. Brünn: Rohrer, 1936
- Das Staatsverteidigungsgesetz und die Verfassungsurkunde der Tschechoslowakischen Republik : Eine rechtsdogmatische Untersuchung. Brünn: Rohrer, 1937
- Grundriß des Tschechoslowakischen Verfassungsrechtes. Reichenberg: Stiepel, 1938